# Fifth Third Bank Tennis Championships 2000
Il Fifth Third Bank Tennis Championships 2000 è stato un torneo di tennis facente parte della categoria ATP Challenger Series nell'ambito dell'ATP Challenger Series 2000. Il torneo si è giocato a Lexington negli Stati Uniti dal 31 luglio al 6 agosto 2000 su campi in cemento.

## Vincitori

### Singolare
Takao Suzuki ha battuto in finale  Justin Gimelstob che si è ritirato sul punteggio di 2–1

### Doppio
Lorenzo Manta /  Laurence Tieleman hanno battuto in finale  Grant Stafford /  Wesley Whitehouse con il punteggio di 7–6(5), 7–6(3)